# Freddie Jackson

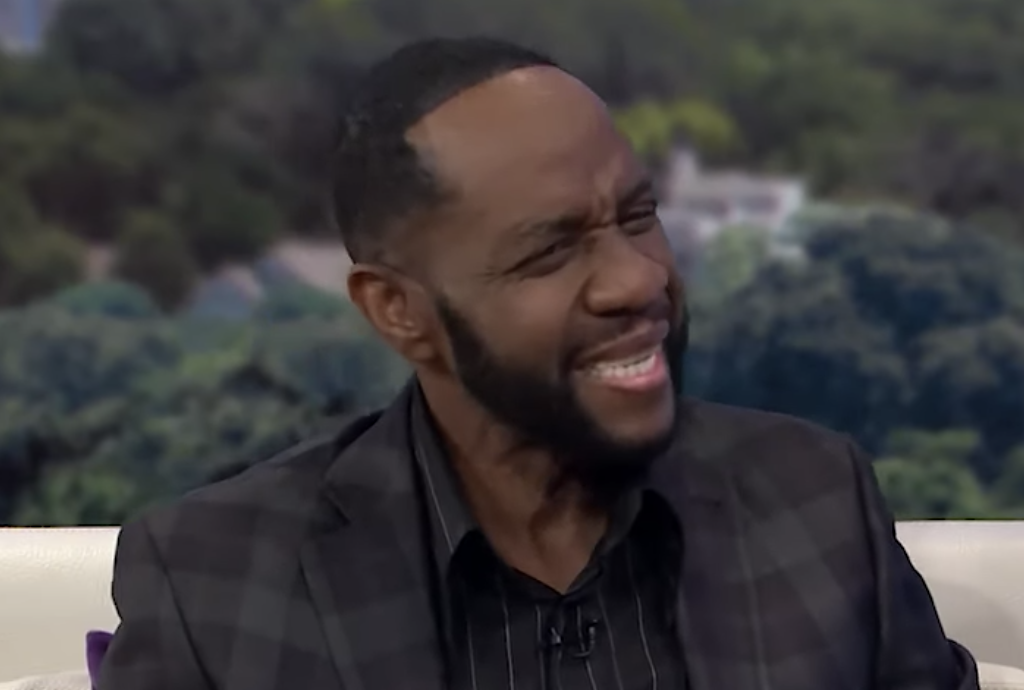
Freddie Jackson in einem TV-Interview (2019)

Freddie Jackson (* 2. Oktober 1956 als Frederick Anthony Jackson in Harlem, New York) ist ein US-amerikanischer Soul-Sänger, der in den 1980er Jahren vor allen Dingen durch gefühlvolle Balladen bekannt wurde.

## Biografie
Jackson sammelte seine ersten musikalischen Erfahrungen wie viele afroamerikanische Sänger in der Kirche. Anfang der 1980er Jahre startete er seine professionelle Karriere in der wenig erfolgreichen Funk-Band Mystic Merlin. Er übernahm die Leadstimme bei deren dritten Album Full Moon (1982).
Im Anschluss arbeitete Jackson unter anderem als Backgroundsänger für Künstler wie Evelyn "Champagne" King, Kenny G oder Melba Moore. Ab 1985 hatte Jackson dann über 30 Hits in den amerikanischen R&B-Charts, zehn davon erreichten Platz eins. Im Standardwerk Top R&B Singles 1942-1995 wird er auf Platz 11 der erfolgreichsten Künstler der 1980er Jahre gelistet. Einige dieser Hits schafften auch den Sprung in die Pop-Hitlisten, darunter die Top-40-Erfolge Rock Me Tonight (For Old Times Sake), You Are My Lady, He'll Never Love You (Like I Do) und Jam Tonight. Sehr erfolgreich waren auch seine Duette A Little Bit More (1986) und I Can´t Complain (1988) mit Melba Moore.
Jacksons erste beiden Alben Rock Me Tonight (1985) und Just Like the First Time (1986) wurden in den USA jeweils mit Platin für eine Million verkaufter Tonträger ausgezeichnet. Bis 1992 hielt seine Hitserie konstant an, danach gelangen ihm nur noch mittlere bis kleinere Hits. 1990 war er in einem Cameo-Auftritt in dem Horrorfilm Vampire in New York (Def by Temptation) zu sehen.
Jacksons bislang letztes Album erschien im Juni 2018: Love Signals war sein erstes Studioalbum in acht Jahren.

## Diskografie

### Studioalben
| Jahr | Titel Musiklabel                 | Höchstplatzierung, Gesamtwochen, AuszeichnungChartplatzierungen (Jahr, Titel, Musiklabel, Platzierungen, Wochen, Auszeichnungen, Anmerkungen) | Höchstplatzierung, Gesamtwochen, AuszeichnungChartplatzierungen (Jahr, Titel, Musiklabel, Platzierungen, Wochen, Auszeichnungen, Anmerkungen) | Höchstplatzierung, Gesamtwochen, AuszeichnungChartplatzierungen (Jahr, Titel, Musiklabel, Platzierungen, Wochen, Auszeichnungen, Anmerkungen) | Anmerkungen |
| Jahr | Titel Musiklabel                 | UK | US | R&B | Anmerkungen |
| ---- | -------------------------------- | --- | --- | --- | ----------- |
| 1985 | Rock Me Tonight Capitol          | UK27 Silber · (22 Wo.)UK | US10 Platin · (62 Wo.)US | R&B1 (63 Wo.)R&B |             |
| 1986 | Just Like the First Time Capitol | UK30 (15 Wo.)UK | US23 Platin · (51 Wo.)US | R&B1 (69 Wo.)R&B |             |
| 1988 | Don’t Let Love Slip Away Capitol | UK24 (9 Wo.)UK | US48 Gold · (30 Wo.)US | R&B1 (50 Wo.)R&B |             |
| 1990 | Do Me Again Capitol              | UK48 (2 Wo.)UK | US59 Gold · (30 Wo.)US | R&B1 (46 Wo.)R&B |             |
| 1992 | Time for Love Capitol            | — | US83 (12 Wo.)US | R&B7 (28 Wo.)R&B |             |
| 1994 | Here It Is RCA                   | — | US66 (8 Wo.)US | R&B11 (15 Wo.)R&B |             |
| 1994 | At Christmas RCA                 | — | — | R&B65 (4 Wo.)R&B |             |
| 1995 | Private Party Scotti Bros.       | — | US187 (2 Wo.)US | R&B28 (14 Wo.)R&B |             |
| 1999 | Life After 30 Orpheus            | — | — | R&B81 (3 Wo.)R&B |             |
| 2004 | It’s Your Move Martland          | — | — | R&B45 (14 Wo.)R&B |             |
| 2006 | Transitions Orpheus              | — | — | R&B26 (22 Wo.)R&B |             |

Weitere Studioalben
- 2005: Personal Reflections (Artemis)
- 2010: For You (eOne)
- 2018: Love Signals (Climax)

### Livealben
- 2000: Live in Concert (Town Sound)

### Kompilationen
| Jahr | Titel Musiklabel                             | Höchstplatzierung, Gesamtwochen, AuszeichnungChartplatzierungen (Jahr, Titel, Musiklabel, Platzierungen, Wochen, Auszeichnungen, Anmerkungen) | Höchstplatzierung, Gesamtwochen, AuszeichnungChartplatzierungen (Jahr, Titel, Musiklabel, Platzierungen, Wochen, Auszeichnungen, Anmerkungen) | Höchstplatzierung, Gesamtwochen, AuszeichnungChartplatzierungen (Jahr, Titel, Musiklabel, Platzierungen, Wochen, Auszeichnungen, Anmerkungen) | Anmerkungen |
| Jahr | Titel Musiklabel                             | UK | US | R&B | Anmerkungen |
| ---- | -------------------------------------------- | --- | --- | --- | ----------- |
| 1994 | The Greatest Hits of Freddie Jackson Capitol | — | — | R&B45 (10 Wo.)R&B |             |
| 2007 | Greatest Hits Capitol                        | — | — | R&B86 (1 Wo.)R&B |             |
| 2009 | Diamond Collection Orpheus                   | — | — | R&B40 (5 Wo.)R&B |             |

Weitere Kompilationen
- 1998: Anthology (Capitol)

### Singles
| Jahr | Titel Album                                             | Höchstplatzierung, Gesamtwochen, AuszeichnungChartplatzierungen (Jahr, Titel, Album, Platzierungen, Wochen, Auszeichnungen, Anmerkungen) | Höchstplatzierung, Gesamtwochen, AuszeichnungChartplatzierungen (Jahr, Titel, Album, Platzierungen, Wochen, Auszeichnungen, Anmerkungen) | Höchstplatzierung, Gesamtwochen, AuszeichnungChartplatzierungen (Jahr, Titel, Album, Platzierungen, Wochen, Auszeichnungen, Anmerkungen) | Anmerkungen         |
| Jahr | Titel Album                                             | UK | US | R&B | Anmerkungen         |
| ---- | ------------------------------------------------------- | --- | --- | --- | ------------------- |
| 1985 | Rock Me Tonight (For Old Times Sake) Rock Me Tonight    | UK18 (14 Wo.)UK | US18 (19 Wo.)US | R&B1 (26 Wo.)R&B |                     |
| 1985 | You Are My Lady Rock Me Tonight                         | UK49 (7 Wo.)UK | US12 (20 Wo.)US | R&B1 (24 Wo.)R&B |                     |
| 1985 | He’ll Never Love You (Like I Do) Rock Me Tonight        | UK81 (1 Wo.)UK | US25 (15 Wo.)US | R&B8 (17 Wo.)R&B |                     |
| 1986 | Love Is Just a Touch Away Rock Me Tonight               | — | — | R&B9 (14 Wo.)R&B |                     |
| 1986 | A Little Bit More Just Like the First Time              | — | — | R&B1 (20 Wo.)R&B | mit Melba Moore     |
| 1986 | Tasty Love Just Like the First Time                     | UK73 (2 Wo.)UK | US41 (12 Wo.)US | R&B1 (20 Wo.)R&B |                     |
| 1986 | Have You Ever Loved Somebody Just Like the First Time   | UK33 (6 Wo.)UK | US69 (9 Wo.)US | R&B1 (18 Wo.)R&B |                     |
| 1987 | I Don’t Want to Lose Your Love Just Like the First Time | — | — | R&B2 (16 Wo.)R&B |                     |
| 1987 | Jam Tonight Just Like the First Time                    | UK81 (2 Wo.)UK | US32 (13 Wo.)US | R&B1 (15 Wo.)R&B |                     |
| 1987 | Look Around Just Like the First Time                    | — | — | R&B69 (7 Wo.)R&B |                     |
| 1988 | Nice ’N’ Slow Don’t Let Love Slip Away                  | UK56 (3 Wo.)UK | US61 (12 Wo.)US | R&B1 (17 Wo.)R&B |                     |
| 1988 | Hey Lover Don’t Let Love Slip Away                      | — | — | R&B1 (18 Wo.)R&B |                     |
| 1989 | You and I Got a Thang Don’t Let Love Slip Away          | — | — | R&B5 (15 Wo.)R&B |                     |
| 1989 | Crazy (For Me) Don’t Let Love Slip Away                 | UK41 (3 Wo.)UK | — | R&B17 (12 Wo.)R&B |                     |
| 1990 | All Over You Do Me Again                                | — | — | R&B4 (16 Wo.)R&B |                     |
| 1990 | Love Me Down Do Me Again                                | UK95 (1 Wo.)UK | — | R&B1 (19 Wo.)R&B |                     |
| 1991 | Do Me Again                                             | — | — | R&B1 (18 Wo.)R&B |                     |
| 1991 | Main Course Do Me Again                                 | — | — | R&B2 (16 Wo.)R&B |                     |
| 1991 | Second Time for Love Do Me Again                        | — | — | R&B81 (3 Wo.)R&B |                     |
| 1992 | I Could Use a Little Love (Right Now) Time for Love     | — | — | R&B2 (19 Wo.)R&B |                     |
| 1992 | Can I Touch You Time for Love                           | — | — | R&B30 (7 Wo.)R&B |                     |
| 1993 | Me and Mrs. Jones Time for Love                         | UK32 (5 Wo.)UK | — | R&B32 (11 Wo.)R&B |                     |
| 1993 | Make Love Easy Here It Is                               | UK70 (1 Wo.)UK | — | R&B22 (20 Wo.)R&B |                     |
| 1994 | Was It Something Here It Is                             | — | — | R&B60 (8 Wo.)R&B | feat. Shanice       |
| 1994 | Come Home II U Here It Is                               | — | — | R&B94 (2 Wo.)R&B | feat. Gerald Levert |
| 1995 | Rub Up Against You Private Party                        | — | — | R&B25 (16 Wo.)R&B |                     |
| 1995 | (I Want To) Thank You Private Party                     | — | — | R&B63 (10 Wo.)R&B |                     |
| 1999 | Do You Wanna Life After 30                              | — | — | R&B77 (4 Wo.)R&B | feat. Shawn Waters  |
| 2006 | Until the End of Time Transitions                       | — | — | R&B44 (17 Wo.)R&B |                     |
| 2007 | More Than Friends Transitions                           | — | — | R&B65 (18 Wo.)R&B |                     |
| 2010 | I Don’t Wanna Go For You                                | — | — | R&B69 (12 Wo.)R&B |                     |

Weitere Singles
- 2014: Love & Satisfaction
- 2017: One Night
- 2018: Without You
- 2019: A Million Ways

### Gastbeiträge
| Jahr | Titel Album                          | Höchstplatzierung, Gesamtwochen, AuszeichnungChartplatzierungen (Jahr, Titel, Album, Platzierungen, Wochen, Auszeichnungen, Anmerkungen) | Höchstplatzierung, Gesamtwochen, AuszeichnungChartplatzierungen (Jahr, Titel, Album, Platzierungen, Wochen, Auszeichnungen, Anmerkungen) | Höchstplatzierung, Gesamtwochen, AuszeichnungChartplatzierungen (Jahr, Titel, Album, Platzierungen, Wochen, Auszeichnungen, Anmerkungen) | Anmerkungen                      |
| Jahr | Titel Album                          | UK | US | R&B | Anmerkungen                      |
| ---- | ------------------------------------ | --- | --- | --- | -------------------------------- |
| 1985 | She’s Not a Sleaze Haven’t You Heard | — | — | R&B50 (9 Wo.)R&B | mit Paul Laurence & Lillo Thomas |
| 1988 | I Do Good to Be Back                 | — | — | R&B7 (15 Wo.)R&B | mit Natalie Cole                 |
| 2005 | Back Together Again I Remember       | — | — | R&B46 (17 Wo.)R&B | mit Meli’sa Morgan               |